# Новоселівська сільська рада (Олександрійський район)
| Комінтернівська сільська рада — колишній орган місцевого самоврядування у Олександрійському районі Кіровоградської області з адміністративним центром у с-щі Новоселівка. Сільській раді підпорядковані населені пункти: - с-ще Новоселівка - с-ще Веселе |

## Склад ради
Рада складається з 16 депутатів та голови.

### Керівний склад ради
| ПІБ                             | Основні відомості                                                 | Дата обрання | Дата звільнення |
| ------------------------------- | ----------------------------------------------------------------- | ------------ | --------------- |
| Кива Олександр Віталійович      | Сільський голова                                                  | 25.10.2015   | 25.10.2020      |
| Компан Анатолій Семенович       | Сільський голова, 1957 року народження, освіта, безпартійний      | 26.03.2006   | 31.10.2010      |
| Костянецька Світлана Олексіївна | Сільський голова, 1958 року народження, освіта вища, позапартійна | 31.10.2010   | 25.10.2015      |

Примітка: таблиця складена за даними джерела

## Населення
За переписом населення України 2001 року в сільській раді мешкало 1105 осіб.

### Мова
Розподіл населення за рідною мовою за даними перепису 2001 року:
| Мова       | Відсоток |
| ---------- | -------- |
| українська | 94,14 %  |
| російська  | 4,78 %   |
| вірменська | 0,45 %   |
| білоруська | 0,18 %   |
| молдовська | 0,18 %   |
| польська   | 0,09 %   |
| угорська   | 0,09 %   |